# 本龍寺 (札幌市)
本龍寺（ほんりゅうじ）は北海道札幌市東区にある日蓮宗の寺院。山号は妙見山。旧本山は石狩金龍寺。
石狩国札幌郡最古の寺刹で、江戸時代に札幌村の鎮守として建立された妙見堂があり、所蔵品には大友亀太郎守護神妙見菩薩像、開拓祖大友亀太郎筆の掛軸、大友家寄進の鰐口などがある。また、寺の境内には原田與作元札幌市長筆の札幌村創建百年記念碑も立つ。毎年8月1日・2日に行われる妙見尊大祭は札幌最古の祭りである。

## 歴史
安政年間（1854 – 1859年）、明珠院日現によって開山される。慶応4年（1868年）、札幌の開拓に尽くした箱館奉行の役人・大友亀太郎により、境内に妙見堂が建立された。明治14年７月、寺号を公称している。
昭和63年には妙見堂がさっぽろ・ふるさと文化百選No.034に選定された。

## 寺院周辺
- 札幌村郷土記念館（幕吏・大友亀太郎の役宅跡地、札幌市指定史跡）
- 大友公園（かつて御手作場が開かれ大友堀が伏籠川に注いでいた場所）

## 交通アクセス
- 札幌市営地下鉄東豊線環状通東駅4番出口 徒歩3分

## ギャラリー

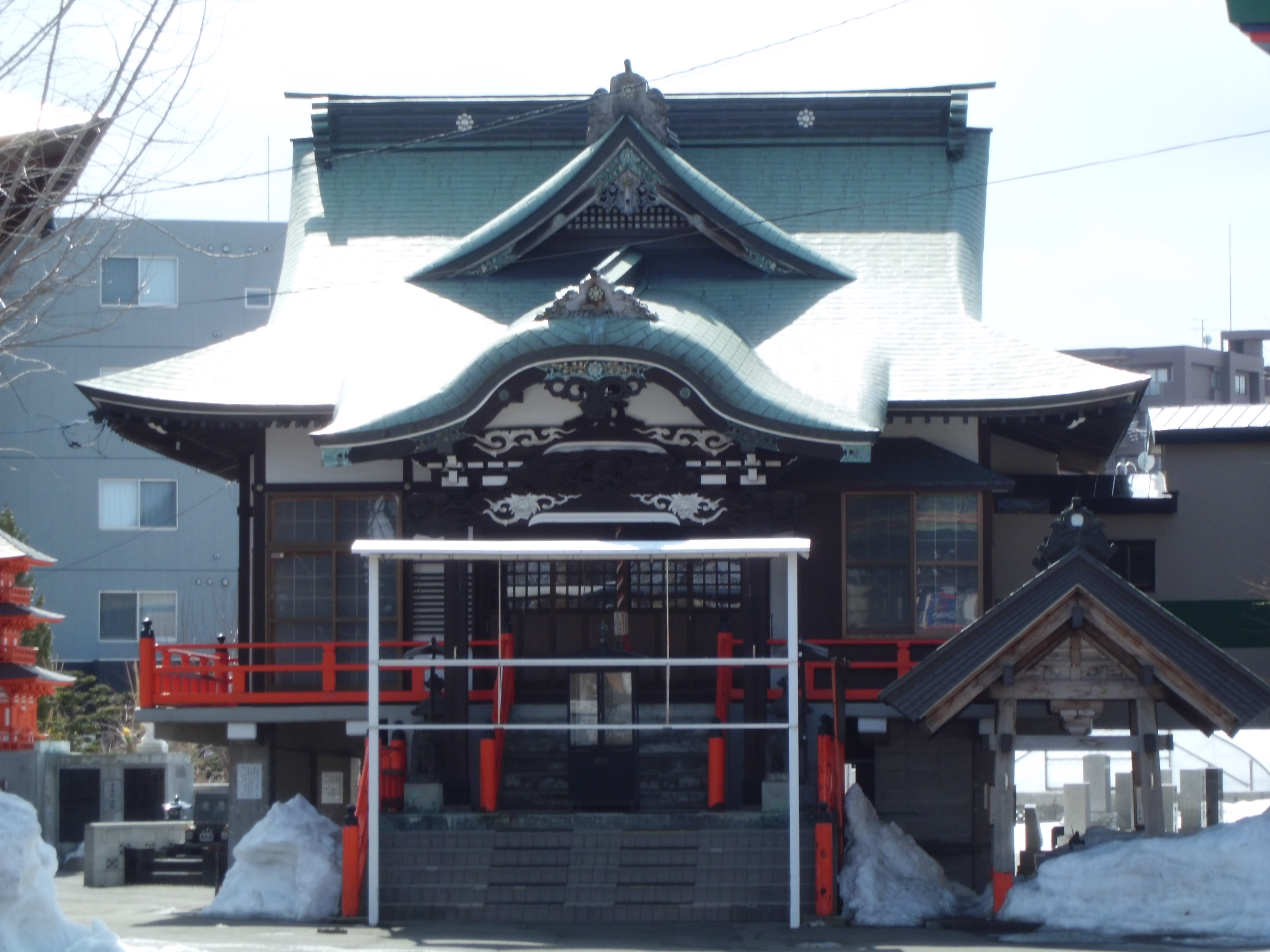
妙見堂
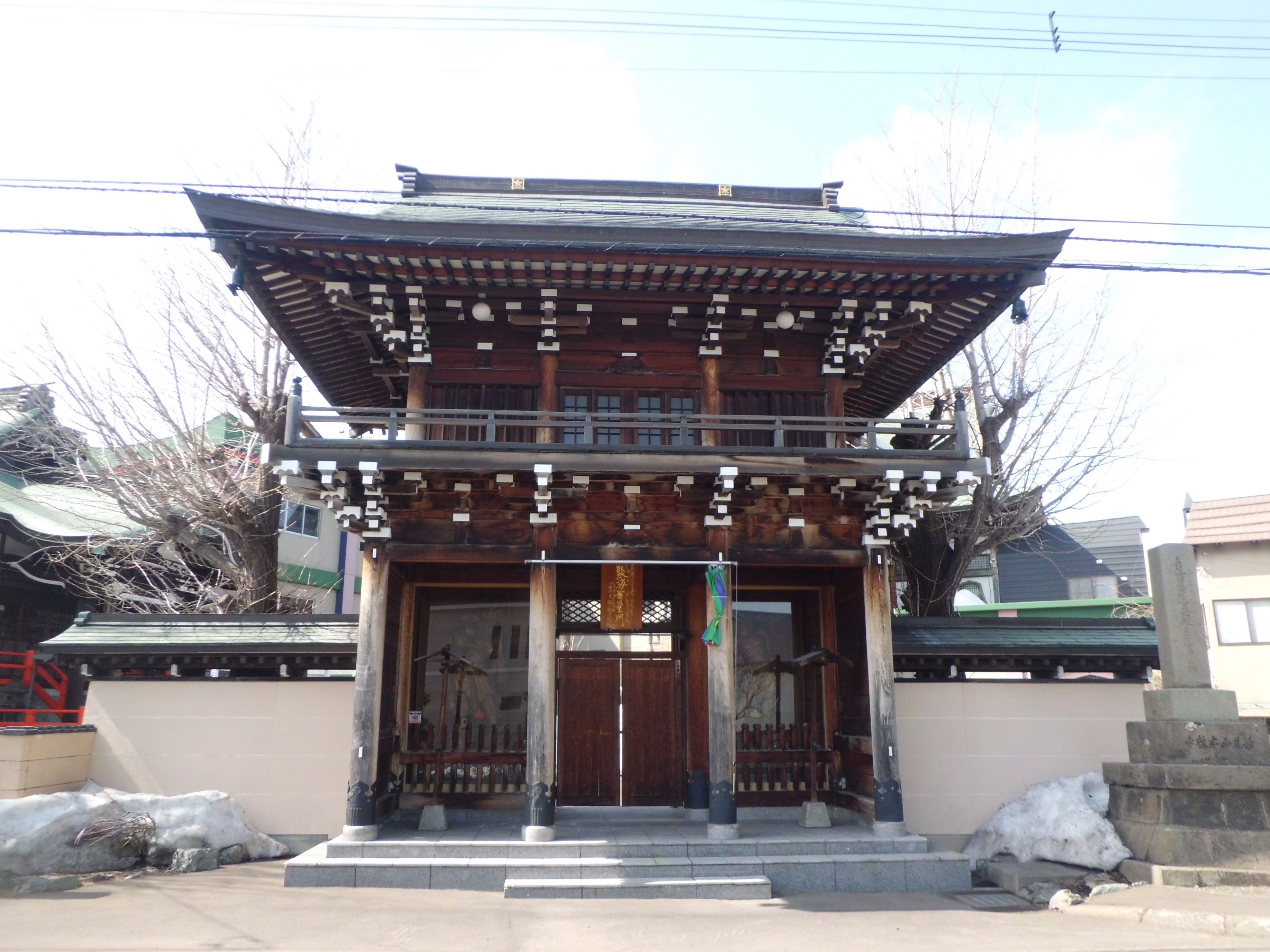
山門
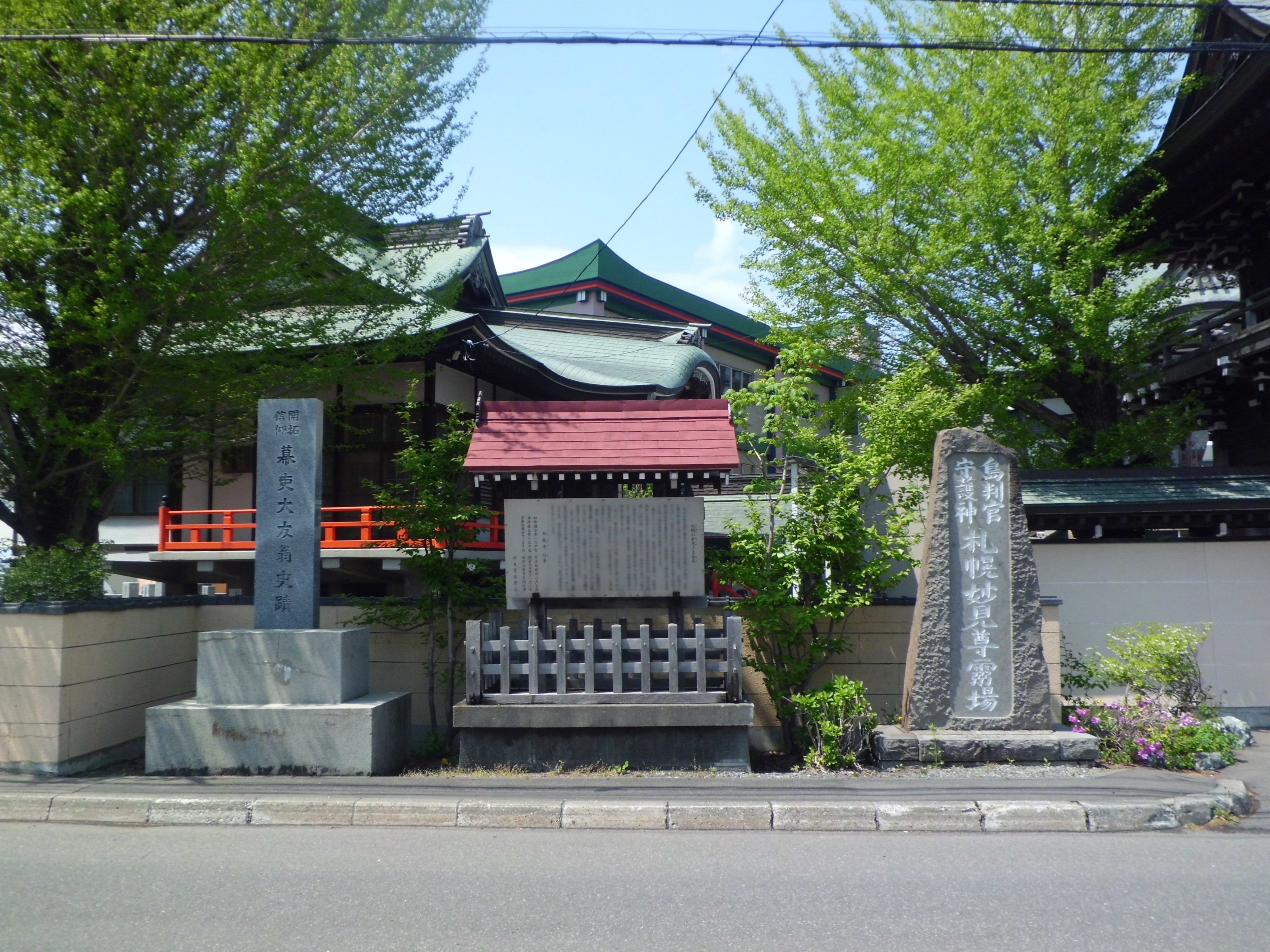
島・大友の碑
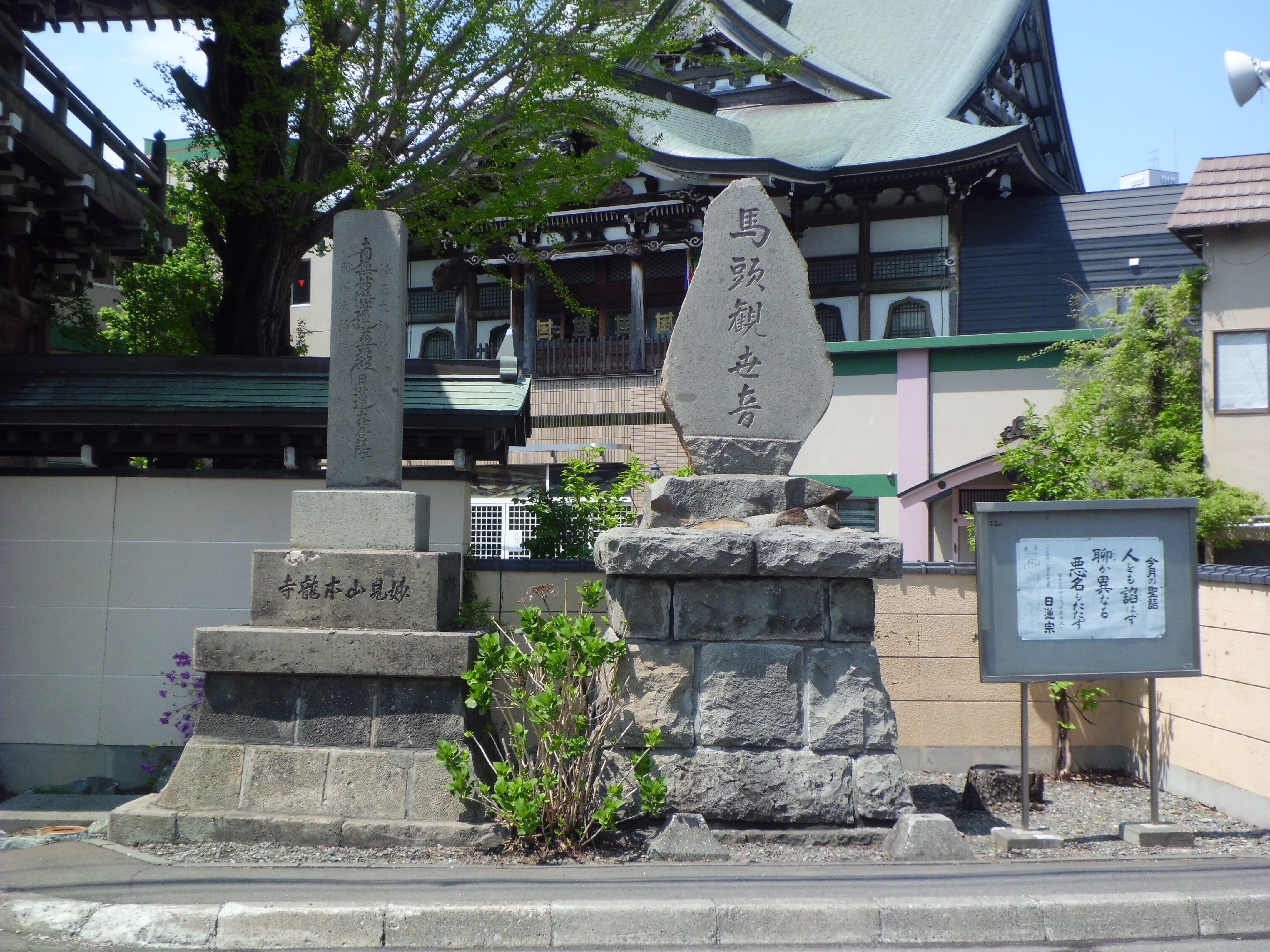
馬頭観世音
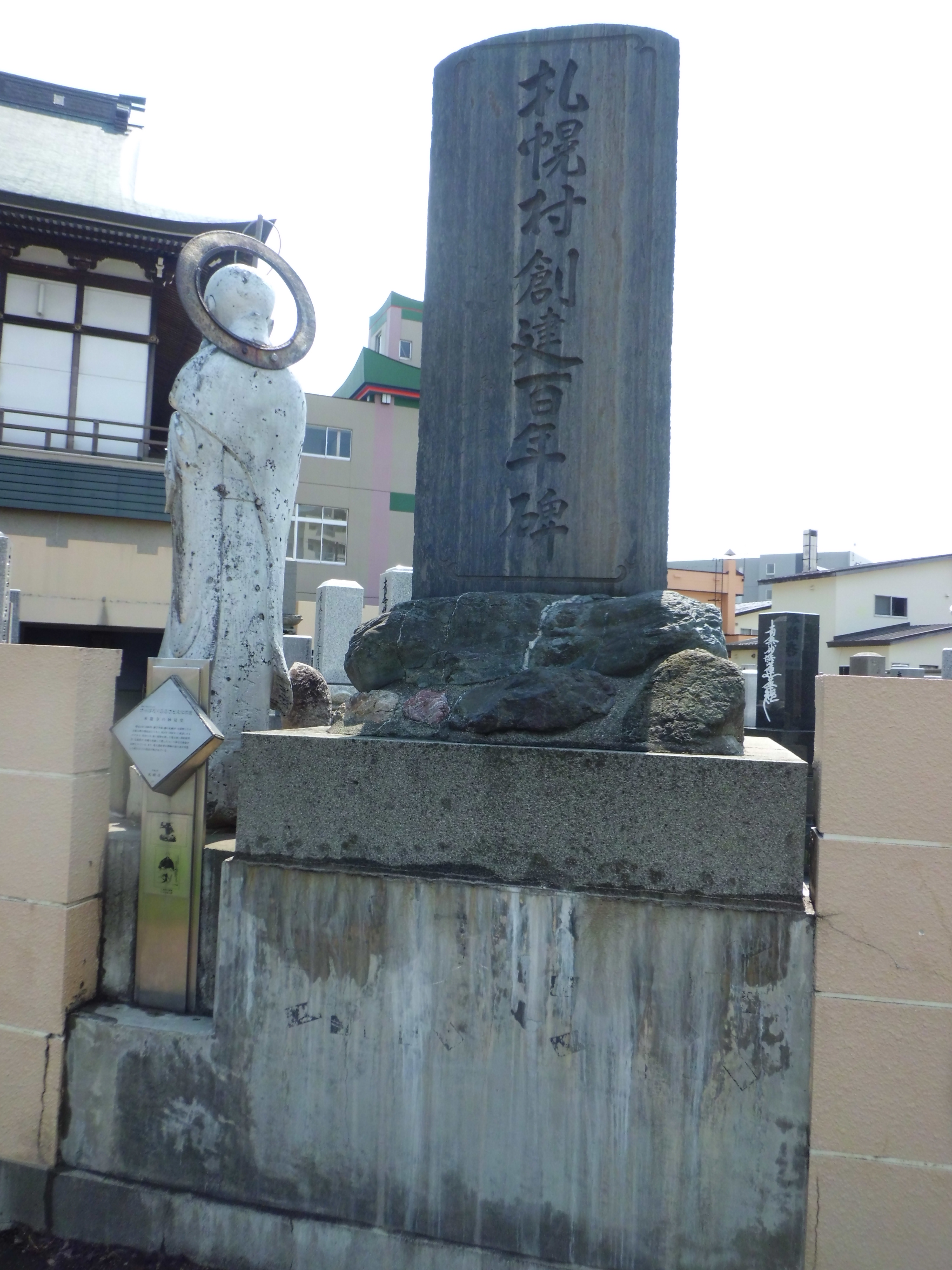
札幌村創建百年碑